# Раменский (Московская область)
Раменский (Раменское) — посёлок в Дмитровском районе Московской области. Входит в состав сельского поселения Куликовское. Население — 270 чел. (2010).
В посёлке была расположена психоневрологическая больница № 14, которая 26 апреля 2013 года в результате пожара была частично разрушена. В посёлке одна улица — ул. Больничная.

## Расположение
Посёлок Раменский расположен примерно в 38 км к северу от Дмитрова. В полутора километрах к востоку от посёлка расположена железнодорожная платформа Мельдино Савёловского направления МЖД, к которой от посёлка ведёт дорога и паромная переправа через Канал имени Москвы. Из Дмитрова в посёлок ходит автобус № 34.

## История
Посёлок Раменский был образован в 1960-х годах. Своё название посёлок, предположительно, получил от бывшей деревни Раменье Дмитровского уезда, которая была ликвидирована в связи со строительством Канала имени Москвы.

## Население
| 2002 | 2006 | 2010 |
| ---- | ---- | ---- |
| 399  | ↗461 | ↘270 |

## Пожар в психоневрологической больнице
В ночь на 26 апреля 2013 года в психоневрологической больнице посёлка произошёл пожар. Погибли 36 пациентов больницы и 2 медработника. В память о погибших 27 апреля было объявлено днём траура в Московской области.